# 2025-ös Formula Regionális Óceánia-bajnokság
A 2025-ös Formula Regionális Óceánia-bajnokság a széria harmadik idénye volt mióta egybeolvadt a Toyota Racing Series-kupával. Ez a konstrukció megfelel a Nemzetközi Automobil Szövetség (FIA) Formula–3-as géposztály előírásainak.
Arvid Lindblad a szezonzáró első versenyén matematikailag is megnyerte a bajnoki címet, ezzel elegendő szuperlicenszpontot szerzett ahhoz, hogy a Formula–1-ben szerepelhessen. A legjobb újonc és a Tasman Series győztese Zack Scoular lett. A csapatok közt az M2 Competition nyert.

## Csapatok és versenyzők
Az összes nevező egyenlő Tatuus FT-60-as autóval teljesíti az évet, amelyekben egy 2,0 literes turbófeltöltős Toyota motor található, amelyek 100%-ban fosszilis üzemanyagtól mentesek. A sorozat gumibeszállítója a Dél-koreai Hankook maradt.